# Armorial des localités de Hongrie/F
Cette page donne les armoiries des localités de Hongrie, commençant par la lettre F.

## Fa-Fá

Fábiánháza
Fábiánsebestyén
Fácánkert
Fadd
Farád
Farkaslyuk
Farmos
Fazekasboda

## Fe

Fegyvernek
Fehérgyarmat
Fehértó
Fehérvárcsurgó
Feked
Feketeerdő
Felcsút
Feldebrő
Felpéc
Felsőegerszeg
Felsőmarác
Felsőnána
Felsőnyárád
Felsőnyék
Felsőörs
Felsőpáhok
Felsőpakony
Felsőpetény
Felsőregmec
Felsőszentiván
Felsőszentmárton
Felsőszölnök
Felsőtárkány
Felsőtelekes
Felsőtold
Felsőzsolca
Fenyőfő
Ferencszállás
Fertőboz
Fertőd
Fertőhomok
Fertőszentmiklós
Fertőújlak

## Fi

Filkeháza
Fityeház

## Fo-Fó-Fö-Fő

Foktő
Földeák
Földes
Folyás
Fony
Főnyed
Fonyód
Forráskút
Fót

## Fu-Fü-Fű

Fülöp
Fülöpháza
Fülöpjakab
Fülöpszállás
Fülpösdaróc
Furta
Füzér
Füzérkajata
Füzérradvány
Füzesabony
Füzesgyarmat
Fűzvölgy